# Chemin de Fer Mediterranée-Niger
| Streckenlänge: | 275 km               |                                    |                                    |
| Spurweite: | 1435 mm (Normalspur) |                                    |                                    |
| Maximale Neigung: | 35 ‰                 |                                    |                                    |
| |                      |                                    |                                    |
| \| \| 0 \| Ghazaouet (Nemours) \| Ghazaouet (Nemours) \| \| \| \| Djeman Salera \| \| \| \| \| \| \| \| \| \| von Algier \| \| \| \| \| Algerien/Marokko \| \| \| \| \| Oujda \| \| \| \| \| nach Fès \| \| \| \| \| Ain Beni Mathar \| \| \| \| \| Djenan-Krater \| \| \| \| \| Tendrara \| 1374 m \| \| \| \| Oued Oumm-el-Oudah \| 1250 m \| \| \| 288.90 \| P.K. 0 \| 1295 m \| \| \| \| \| \| \| \| 21 \| Bouarfa (CMO) (zuvor Bf) \| 1269 m \| \| \| \| \| \| \| \| \| Tamlelt (MN) \| 1120 m \| \| \| \| \| \| \| \| \| 111 Kerzaz \| \| \| \| \| \| \| \| \| \| Marokko/Algerien \| \| \| \| ?0 \| Colomb-Béchar Ehemals Übergang \| Colomb-Béchar Ehemals Übergang \| \| \| \| zur Schmalspurbahn nach Mohammadia \| \| \| \| \| \| \| \| \| 21 \| Kénaza \| Kénaza \| \| \| 15 \| Béchar- \| Béchar- \| \| \| 70 \| \| \| \| \| \| Ksi-Kou \| \| \| \| 90 \| Abadla \| Abadla \| |                      |                                    |                                    |
| Kopfbahnhof Streckenanfang | 0                    | Ghazaouet (Nemours)                | Ghazaouet (Nemours)                |
| Haltepunkt / Haltestelle |                      | Djeman Salera                      | Djeman Salera                      |
| |                      |                                    |                                    |
| Abzweig geradeaus und von links |                      | von Algier                         | von Algier                         |
| Grenze |                      | Algerien/Marokko                   | Algerien/Marokko                   |
| Abzweig nach links und von links · Kopfbahnhof Streckenende und quer |                      | Oujda                              | Oujda                              |
| Abzweig ehemals geradeaus und nach rechts |                      | nach Fès                           | nach Fès                           |
| Bahnhof (Strecke außer Betrieb) |                      | Ain Beni Mathar                    | Ain Beni Mathar                    |
| Bahnhof (Strecke außer Betrieb) |                      | Djenan-Krater                      | Djenan-Krater                      |
| Bahnhof (Strecke außer Betrieb) |                      | Tendrara                           | 1374 m                             |
| Dienststation / Betriebs- oder Güterbahnhof (Strecke außer Betrieb) |                      | Oued Oumm-el-Oudah                 | 1250 m                             |
| Dienststation / Betriebs- oder Güterbahnhof (Strecke außer Betrieb) | 288.90               | P.K. 0                             | 1295 m                             |
| Strecke von links (außer Betrieb) · Abzweig geradeaus und nach rechts (Strecke außer Betrieb) |                      |                                    |                                    |
| Dienststation / Betriebs- oder Güterbahnhof (Strecke außer Betrieb) · Strecke (außer Betrieb) | 21                   | Bouarfa (CMO) (zuvor Bf)           | 1269 m                             |
| Strecke nach links (außer Betrieb) · Abzweig geradeaus und von rechts (Strecke außer Betrieb) |                      |                                    |                                    |
| Bahnhof (Strecke außer Betrieb) |                      | Tamlelt (MN)                       | 1120 m                             |
| |                      |                                    |                                    |
| Bahnhof (Strecke außer Betrieb) |                      | 111 Kerzaz                         | 111 Kerzaz                         |
| |                      |                                    |                                    |
| Grenze (Strecke außer Betrieb) |                      | Marokko/Algerien                   | Marokko/Algerien                   |
| Bahnhof (Strecke außer Betrieb) | ?0                   | Colomb-Béchar Ehemals Übergang     | Colomb-Béchar Ehemals Übergang     |
| Strecke (außer Betrieb) |                      | zur Schmalspurbahn nach Mohammadia | zur Schmalspurbahn nach Mohammadia |
| Strecke von links (außer Betrieb) · Abzweig geradeaus und nach rechts (Strecke außer Betrieb) |                      |                                    |                                    |
| Kopfbahnhof Streckenende (Strecke außer Betrieb) · Strecke (außer Betrieb) | 21                   | Kénaza                             | Kénaza                             |
| Bahnhof (Strecke außer Betrieb) | 15                   | Béchar-                            | Béchar-                            |
| Abzweig geradeaus und nach links (Strecke außer Betrieb) · Strecke von rechts (außer Betrieb) | 70                   |                                    |                                    |
| Strecke (außer Betrieb) · Kopfbahnhof Streckenende (Strecke außer Betrieb) |                      | Ksi-Kou                            | Ksi-Kou                            |
| Kopfbahnhof Streckenende (Strecke außer Betrieb) | 90                   | Abadla                             | Abadla                             |

Die Mittelmeer-Niger-Bahn (MN, französisch Chemins de Fer de la Méditerranée au Niger) war eine nur teilweise fertiggestellte Eisenbahnverbindung quer durch die Sahara. Zudem war sie Bestandteil eines geplanten, umfangreichen Schienennetzes in Französisch-Westafrika. Die Gesellschaft, die diese und die Zubringerstrecken von 1941 bis 1962 betrieb, hieß ebenfalls Mittelmeer-Niger-Bahn.
Die Planungsphase der Mittelmeer-Niger-Bahn dauerte mit rund 75 Jahren dreimal so lange, wie die Strecke in Betrieb war.

## Geschichte

### Amerika baut, Frankreich plant. Ideen von Palatini und Solleilet
Nachdem 1859–1861 unter der Leitung Henri Duveyriers die erste französische Erkundungsmission ins Ajjer-Gebirge gelangt und 1862 mit dem Bau der transkontinentalen Eisenbahn quer durch die Vereinigten Staaten begonnen worden war, schlug 1867 Léon Paladini den Bau einer Eisenbahn von Biskra im heutigen Algerien nach Kachena im damaligen Sudan vor. Diese Chemin de Fer de Biskra à Kachena (Soudan) kam über das Stadium der Idee nicht hinaus. Bereits zwei Jahre später konnte eine Bahnstrecke quer durch die USA dem Verkehr übergeben werden. Am 13. Januar 1873 präsentierte Paul Solleilet dem Ministre des Communications et Colonies (französisch für: Kommunikations- und Kolonien-Minister) ein Projekt für eine Transsahara-Bahn.

### Plan von Duponchel
Der französische General Gaston de Galliffet besetzte am 24. Januar 1873 die algerische Oase El Meniaa. In Frankreich wurde ein weiteres Projekt vorgestellt: Am 26. April stellte Armand Duponchel Le Chemin de Fer Transsaharien (französisch: Die Transsahara-Bahn). Darin äußerte er die Vermutung, eine Eisenbahn quer durch die Sahara würde 1,6 Millionen Französische Francs pro Kilometer kosten. Für die 1897 fertiggestellte transkaspische Eisenbahn wandten die Russen 75.000 Franken pro Kilometer auf. Der Ministre des Travaux Publics (französisch für: Minister für öffentliche Bauten), Freycinet, ernannte am 12. Juli 1879 eine commission supérieure, um die Idee der Transsahara-Bahn weiter zu verfolgen, und am 29. Dezember bewilligte die Regierung einen Planungskredit von 600.000 Francs.

### Senegal-Bahn
Am 18. August 1884 stellte die Regierung weitere Mittel für die Linie zur Verfügung, und am 6. Juli 1885 wurde die Linie Dakar–Saint-Louis in Senegal eröffnet. Nach einem Vortrag des Ingenieurs Rolland vor der Geographischen Gesellschaft und einer Neuauflage von Duponchels Buch begeisterte sich die französische Bevölkerung für die Transsahara-Bahn. An anderen Orten im französischen Kolonialreich ging es mit der Planung rascher vorwärts: 1896 begann der Bau der Eisenbahn nach Äthiopien, und am 4. Dezember 1904 wurde die senegalesische Linie von Kayes nach Koulikoro am Niger eröffnet. In Algerien wurde am 16. Oktober 1905 die Linie von Mascara nach Colomb Bechar dem Verkehr übergeben.

### Pläne von Berthelot
1910 offerierten die Spanier am Congrès International des Chemins de Fer (Internationaler Eisenbahn-Kongress) den Bau einer Linie von Tanger nach Dakar, und zwei Jahre später gründete André Berthelot mit französischer, englischer und belgischer Beteiligung die Société d'Études Transafricaines. Diese sandte Hauptmann Nieder in die Sahara und Ingenieur Maitre-Devallon nach Algerien. Ende des Ersten Weltkrieges wurde unter Präsident René Besnard das Comité National du Rail Africain gegründet. Während also weiter geplant wurde, überflog Vuillemin 1920 als erster Mensch die Sahara. Der 1913 begonnene Bau der Linie Biskrat–Touggourt wurde 1922 beendet. Die ersten Automobile durchquerten die Sahara, und 1924 wurde die Eisenbahn von Khartum nach Port Sudan eröffnet.

### Pläne von Maitre-Devallon
Drei Erkundungsmissionen ins Hoggar-Gebirge ließ der Generalgouverneur Algeriens Violette 1926 organisieren. Darauf wurde am 21. Juni 1927 ein Comité du Transsaharien unter dem Präsidium von Édouard de Warren gegründet. Weitere bekannte Mitglieder dieses Komitees waren Blaise Diagne, Pierre Roux-Freissineng, Le Troquer und Robert Reynard.
Am 7. Juli 1928 wurde ein Organisme d'Études du Chemin de Fer Transsaharien unter der Leitung des Generalinspektors für öffentliche Bauten, Maitre-Devallon (siehe 1912) gegründet. Dieses sandte zwei Missionen nach Algerien unter Suchet und Masselin sowie zwei Missionen in den Niger unter Nemorin und Milhau. Daraufhin unterstützte der Staatspräsident Gaston Doumergue, ein ehemaliger Kolonialminister, am 17. Dezember 1929 Maitre-Devallons Plan für eine transsaharische Eisenbahn. Unter der Leitung des Ingenieurs Émile Bélime wurde am 5. Januar 1932 das Office du Niger als koloniale „Betriebsgesellschaft“ dieser Region gegründet. 1935 schlugen die Italiener vor, eine translibysche Eisenbahn zu bauen.

## Bau
Am 22. März 1941 wurde das Gesetz zum Bau der Chemins de Fer de la Méditerranée au Niger erlassen, um dabei Material zu verbauen, das so nicht den Deutschen in die Hände fallen konnte. Am 17. und 27. Juli wurden durch die französische Regierung die entsprechenden Gesetze zur Finanzierung und Verwaltung der Bahn verabschiedet. Nach Eintritt der französischen Afrikakolonien in den Zweiten Weltkrieg wurde 1943 der Bau bei Kenadsa, 20 km nördlich von Bechar, und die Abzweigung der Linie Oran-Oujda-Bouarfa, gestoppt. Nach dem Krieg wurde in den Jahren 1947–1948 der Bau der Strecke weiter in den Süden vorangetrieben und Abadla, ca. 80 km südlich von Bechar, erreicht. 1953 empfahl das Parlament der Französischen Union, die Assemblée de l'Union Française, die Verlängerung bis Adrar (Bahnkilometer 617) im heutigen malisch-algerischen Grenzgebiet.

## Betrieb
In Betrieb war die Mittelmeer-Niger-Bahn nur von 1941 bis 1967 (26 Jahre). Seitdem liegen die Gleisanlagen brach.

### Entwicklung
Während es im Jahre 1942 erst rund 156.477 Tonnen Transportgut waren, transportierte die Bahn im Jahre 1957 bereits 485.000 Tonnen Fracht (62 Millionen Tonnen-Kilometer), wovon 80 % auf Kohle entfielen. Im selben Zeitraum wuchs die Bevölkerungszahl der Stadt Béchar von 5.000 auf 60.000 Menschen an. Nachdem Algerien unabhängig geworden war, gelang es der algerischen und französischen Regierung nicht, im März 1965 ein Abkommen über die Finanzierung des weiteren Ausbaus der Eisenbahnen zu schließen. Bereits 1967 wurde deshalb der Schienenverkehr nach Béchar eingestellt und die Mittelmeer-Niger-Bahn-Gesellschaft liquidiert. Andere Quellen nennen das Jahr 1963, in welchem auch die algerisch-marokkanische Grenze geschlossen wurde. Am 1. November 1963 wurde die MN als Gesellschaft aufgelöst.
Gemäß dem auf der Website der algerischen Staatsbahn SNTF veröffentlichten Streckennetz besteht auch die schmalspurige, algerische Strecke ab Mohammadia weiterhin, ein Fahrplan ist jedoch nicht veröffentlicht worden. Diese alte Karte wurde 2007 durch eine neue ersetzt, welche im Rahmen der allgemeinen Renaissance der Eisenbahn Algeriens einen Umbau der Strecke auf Normalspur und eine Verlängerung um 850 Kilometer bis nach Tindouf und zu den nahe gelegenen Minen von Gara Djebilet vorsieht.

### Nachfolger
Eine normalspurige Strecke von Sidi Bel Abbès quer durch die Berge südlich von Tlemcen bis nach Aïn Sefra ist seit dem Jahr 2001 mit Unterbrechungen im Bau; danach soll der bereits existierende, schmalspurige Streckenabschnitt Aïn Sefra–Colomb Béchar (256 km lang) auf Normalspur umgespurt werden. Der Neubau von Brücken auf diesem Abschnitt wurde Anfang des Jahres 2009 an algerische Unternehmen vergeben.

### Schmalspurbahn Mohammadia–Colomb Béchar
Die an die Chemin de Fer Mediterranée-Niger anschließende Schmalspurbahn (1050 mm Spurweite) Mohammadia – Tizi – Saïda – Bou Ktoub – Mecheria – Aïn Sefra – Béni Ounif – Colomb Béchar (660 km) war bis zum Jahre 1985 im Personenverkehr in Betrieb, bis 1991 verkehrten noch unregelmäßig Güterzüge. Nachdem wegen schlechten Streckenunterhalts im Juli 1991 ein Güterzug bei Bou Ktoub entgleist war, wurde der Güterverkehr ebenfalls eingestellt. Leere Güterwagen wurden aber noch bis ins Jahr 1996 nach Mohammadia abgefahren. Die Zweigstrecke Tizi – Mascara wurde seit dem Jahre 1989 aufgrund eines zu geringen Güteraufkommen nicht mehr befahren, der Personenverkehr auf der Zweigstrecke endete schon in den 1950er Jahren. Die Zweigstrecken rund um Colomb Béchar wurden zwischen 1965 und 1967 ebenfalls stillgelegt.
Die ursprüngliche Bahnstrecke Mohammadia–Colomb Béchar (Schmalspurbahn) ist noch immer komplett vorhanden, erst 2007 wurden 3 Bahnübergänge mit Asphalt zugedeckt, andererseits wurden zwischen Tizi und Mohammadia einige Andreaskreuze neu angestrichen.

## Fahrzeuge
An Diesellokomotiven gelangten folgende Fahrzeuge zum Einsatz:
- DRS-6-4-1500, Fabriknummer 72650 bis 72653, Baujahr: 1947. Die Loks wurden neu geliefert von Baldwin als Nr. 040 DA 351 bis 354 an die Office du chemin de fer Méditerranée-Niger. Als die Gesellschaft am Ende des Algerienkrieges (1962) aufgelöst wurde, gelangten diese Loks nach Marokko zur ONCF, wo sie als ONCF 040 DA 313 - 316 bezeichnet wurden.
- DRS-6-4-1500, Fabriknummer 73349 und 73350, Baujahr: 1947. Diese Loks wurden ebenfalls neu geliefert von Baldwin als Nr. 040 DA 355 und 356. Diese Loks gelangten im Jahre 1962 ebenfalls zur ONCF und wurden dort als 040 DA 317 und 318 nummeriert.[7]